# Abílio Gil Moreira
Abílio Gil Moreira (1907 — 1988) no ciclismo foi corredor, director técnico da equipa da Iluminante, um dos primeiros projectos de equipa empresarial existentes em Portugal, director desportivo do Águias de Alpiarça (1958), jornalista que acompanha os eventos de ciclismo, entre eles a Volta a França, fundador da SIBAL (1947), escreveu em 1964 o ABC do Ciclismo, um ensaio pedagógico de técnica e táctica de ciclismo e, como epílogo de história de vida, a obra de referência chamada A História do Ciclismo Português, uma obra e referência para entender a história do ciclismo em Portugal. Foi um dos fundadores do Partido Socialista (Portugal) em Alcobaça.

## Biografia

### Origens
Gil Moreira, como é mais conhecido, nasce em Rebolaria, aldeia do concelho da Batalha, no dia 13 de Julho de 1907. Fica órfão aos onze anos e, por isso, vai para Caxias trabalhar como marçano. Passear de bicicleta começa por ser a primeira atracção para, aos 17 anos, influenciado pelos feitos do ciclismo nas subidas da Calçada da Glória e na corrida Porto-Lisboa, se tornar ciclista.

### Ciclista
É contemporâneo de José Maria Nicolau e de Alfredo Trindade com os quais disputa várias corridas e ao mesmo tempo, nos vários eventos, convive com pioneiros das vitórias portuguesas nas primeiras corridas internacionas, como é o caso de José Bento Pessoa que em 1897 obtivera o recorde do mundo da volta à pista (500m).

### Cicloturista e aventureiro
Gil Moreira, o ciclista, empresário e escritor, é também o aventureiro que em 1934 organiza e participa no raid ciclista Lisboa-Paris-Lisboa e, ainda, o homem que envolve os amigos e a sua mulher nos passeios de cicloturismo. Casimiro Vinagre é um dos amigos que participa nesses passeios bem como a sua própria mulher.

### Jornalista
O seu interesse pelo ciclismo não se reduz às corridas e investe na leitura da imprensa especializada que apresenta os primeiros corredores e seus feitos nos principais eventos do fim do século XIX. E são as narrativas publicadas em A Bicicleta, no Tiro Civil e no Sport Nacional que o incentivam a contactar com familiares e ciclistas desse tempo que, prontos para darem o seu testemunho, lhe oferecem outras histórias que ele próprio colige e que anos mais tarde servirão também para ilustrar as suas próprias crónicas no Mundo Desportivo, no Diário de Notícias e no semanário O Debate.
Enquanto jornalista, uma das principais fontes literárias de Gil Moreira é a obra de Baudry Saunier (1892) intitulada Le Cyclisme théorique e pratique, da qual recorta ilustrações quando delas necessita para os seus próprios escritos.

## Palmarés desportivo
Vencedor das provas clássicas da União Velocipédica em 1931; vencedor da Volta dos Campeões da Figueira da Foz em 1932; vitória na Taça Inválidos do Comércio, vencedor da Volta a Portugal em miniatura com 6 etapas; vencedor do Lisboa-Cascais-Lisboa; vencedor da Taça Olympique; vencedor dos Circuitos de Almada e do Cartaxo; vencedor da prova Alcanena-Alcobaça e Grande Prémio da Vila Moreira; 16 vitórias em provas de pista, nomeadamente Campeonato Regional; Horas à Americana, Critério Internacional, Provas de Velocidade Pura e de Perseguição; 2 vitórias sobre rolos; recordista dos 1.000 metros (todos estes triunfos foram obtidos individualmente). Colectivamente: 16 triunfos, formando equipa com José Maria Nicolau e Carlos Domingos Leal (equipa do Benfica), entre os quais sobressaíram a Taça União, Taça Olympique, Taça Portugal, Taça Lusitano, Taça Lisboa-Cartaxo e 3 vitórias consecutivas nas "12 Voltas à Gafa". Em Abril de 1934, participa com Carlos Domingues Leal e César Luís (em substituição de Nicolau), no famoso raide velocipédico Lisboa-Paris-Lisboa (já anteriormente referido), em homenagem aos combatentes portugueses tombados na Grande Guerra.